# Takasaki
Takasaki è una città del Giappone nella prefettura di Gunma.
Fondata il 1º aprile 1900, è un importante nodo ferroviario di congiunzione di varie linee regionali a nord di Tokyo. Takasaki è famosa per essere la città natale della bambola daruma, un portafortuna buddhista.

## Galleria d'immagini

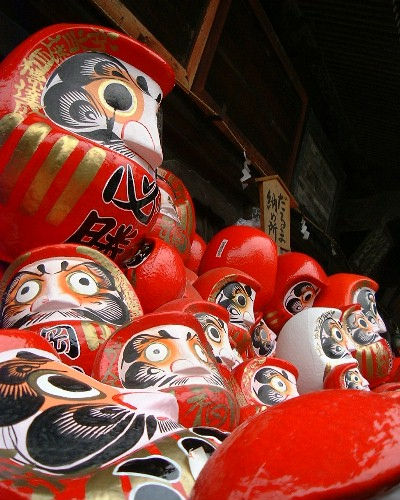
Bambole daruma nel tempio Daruma-ji
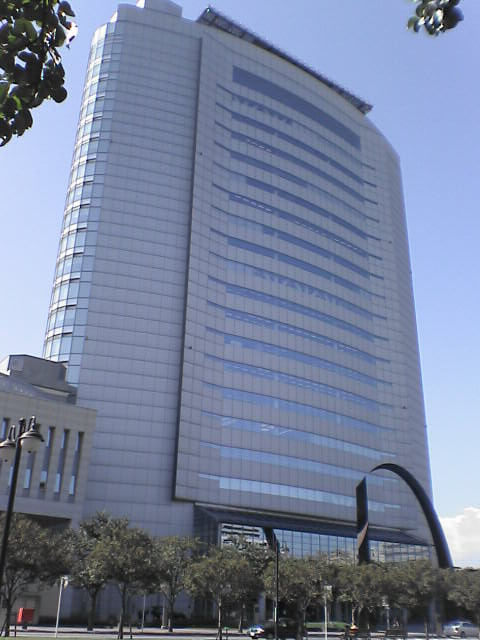
Il municipio di Takasaki
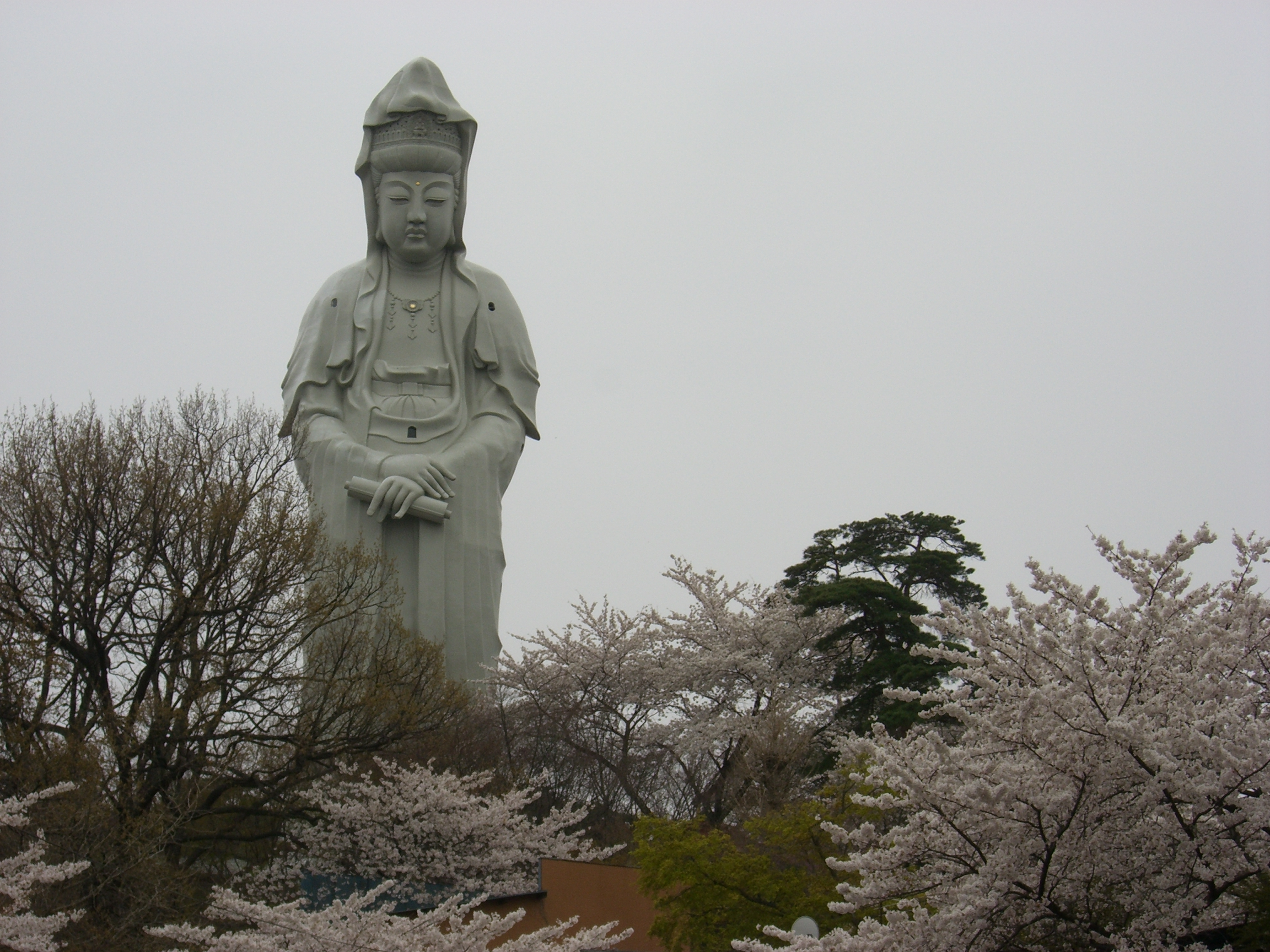
Takasaki Guanyin